# Alsdorf (Aken)
Alsdorf (verouderd Nederlands: Alsdorp) is een stad in de Duitse deelstaat Noordrijn-Westfalen, gelegen in de Stadsregio Aken. De stad telt 47.330 inwoners (31 december 2020) op een oppervlakte van 31,67 km². Naburige steden zijn Baesweiler, Aldenhoven, Eschweiler, Würselen en Herzogenrath. 

## Geschiedenis
In de middeleeuwen was Alsdorf (Alsdorp) een vrije heerlijkheid binnen het Land van 's-Hertogenrade waarbij de landvoogd een hoge mate van autonomie had. In 1778, tijdens de regering van keizerin Maria Theresia, werd Alsdorp ingelijfd bij het Oostenrijks gewest Limburg en Overmaas. Tijdens de Franse tijd was Alsdorf onderdeel van het departement Nedermaas. In 1815 werd het Land van 's-Hertogenrade opgedeeld tussen Pruisen en het Verenigd Koninkrijk der Nederlanden en werd Alsdorf toebedeeld aan Pruisen. In 1854 werd de steenkoolmijn Grube Anna geopend, die in 1978 werd gesloten. Op het terrein van deze voormalige steenkoolmijn is in 2014 het museum Energeticon geopend. Dit museum behandelt de lokale mijnbouwgeschiedenis en besteedt daarnaast aandacht aan energie.

## Plaatsen in de gemeente Alsdorf
- Alsdorf-Mitte
- Begau
- Bettendorf
- Blumenrath
- Broicher Siedlung
- Busch
- Duckweiler
- Duffesheide
- Hoengen
- Kellersberg
- Mariadorf
- Neuweiler
- Ofden
- Schaufenberg
- Schleibach
- Siedlung Ost
- Warden
- Zopp

## Partnergemeentes
- Brunssum (Nederland)
- Hennigsdorf (Duitsland)
- Saint-Brieuc (Frankrijk)

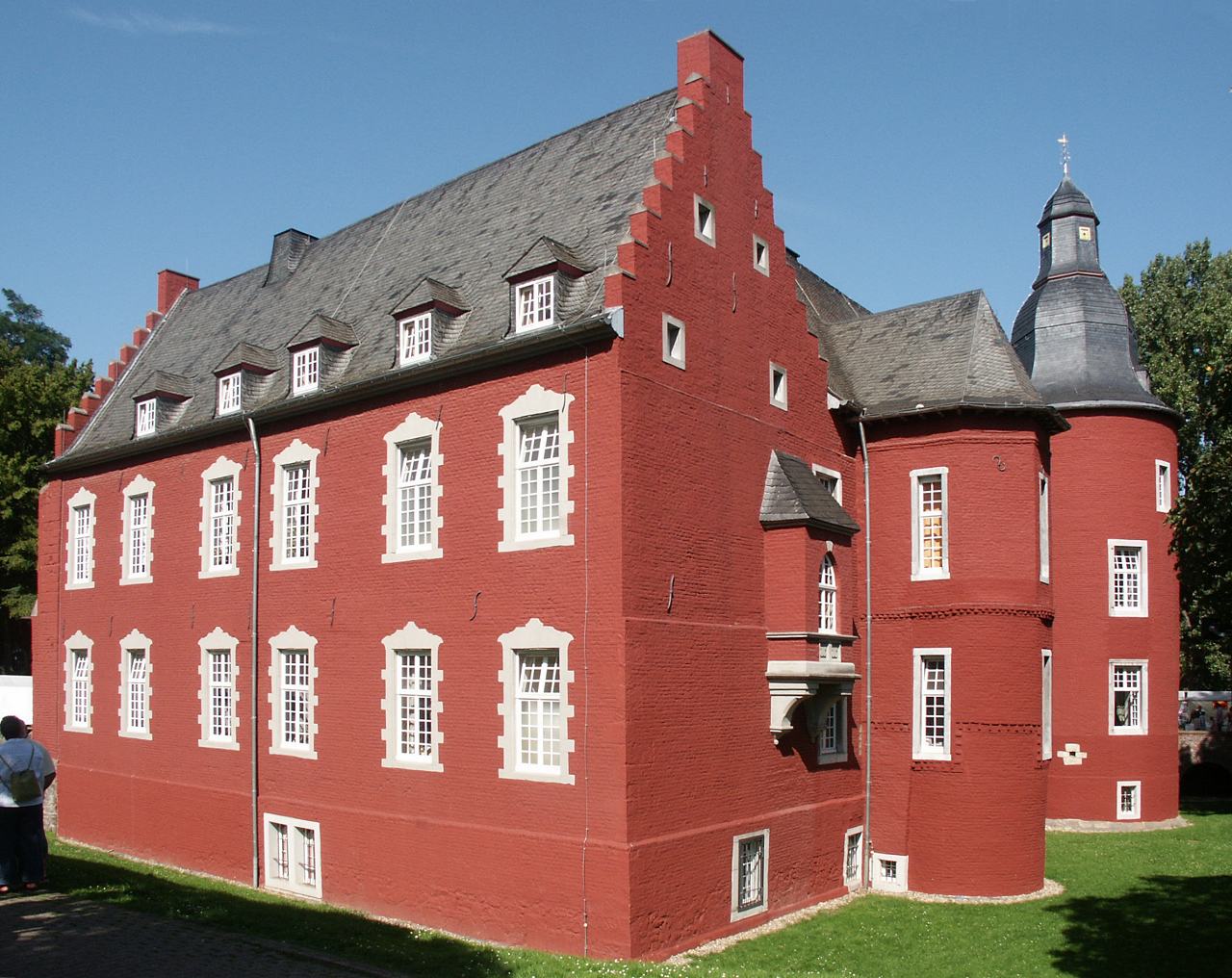
De historische burcht van Alsdorf

Aken · Alsdorf · Baesweiler · Eschweiler · Herzogenrath · Monschau · Roetgen · Simmerath · Stolberg · Würselen